# 49-й стрілецький корпус (СРСР)
49-й стрілецький корпус (49-й ск) — військове формування у збройних силах СРСР.

## Повна назва
49-й стрілецький корпус

## Перше формування

### Історія
Корпус був сформований в серпні-вересні 1939 року в Київському Особливому військовому окрузі (КОВО).
З початком вторгнення СРСР до Польщі з 17 по 28 вересня 1939 року 49-й ск увійшов до складу Українського фронту та знаходився у резерві.
До початку жовтня 1939 року Український фронт отримав посилення військами з внутрішніх округів. 2 жовтня 49-й ск входив до складу 12-ї армії.
4 квітня 1940 року корпус входив до складу КОВО.
Протягом червня — липня 1940 року корпус у складі 5-ї армії Південного фронту брав участь в Бессарабсько-Буковинському поході РСЧА.
Після 10 червня 1940 року управління корпусу разом з корпусними частинами повинно було прибути в м.Дунаївці до ранку 12 червня. Марш корпусу повинен був проходити з маскуванням та вночі.
27 червня до кінця дня майже всі війська фронту були розгорнуті відповідно до плану. 5-а армія була розгорнута на Волині. Штаб армії було розміщено в м. Дунаєвці, командуючим на час операції було призначено генерал-лейтенанта Герасименка В. Ф. Армія складалася з 36-го та 49-го стрілецьких корпусів.
В липні 1940 року управління 5-ї армії, до якої входив корпус було розформовано. Управління корпусу передало свої дивізії та відбуло в м.Львів. Разом з управлінням корпусних частин його було виділено для формування управління корпусу та корпусних частин 4-го механізованого корпусу, яке проходило у м. Львів.

## Підпорядкування
- Київський Особливий військовий округ (серпень — 16 вересня 1939).
- Резерв Українського фронту (16 вересня — 2 жовтня 1939).
- 12-а армія Українського фронту (з 2 жовтня 1939).
- Київський Особливий військовий округ (жовтень 1939 —).
- 5-а армія Південного фронту (20 червня — 10 липня 1940).

## Склад
На 2 жовтня 1939 року
- Управління корпусу.
- Корпусні частини.
- 23-а стрілецька дивізія.
- 62-а Туркестанська стрілецька дивізія[3].

На 28 червня 1940 року.
- Управління корпусу[6].
- Корпусні частини[6].

- 36-а легкотанкова бригада.
- 49-а легкотанкова бригада.
- 137-й артилерійський полк.
- 331-й артилерійський полк.
- 34-й артилерійський дивізіон РГК.* 44-а стрілецька дивізія.

- 80-а стрілецька дивізія[6].
- 135-а стрілецька дивізія[6].

На 10 липня 1940 року
- Управління корпусу.
- Корпусні частини

- 269-й окремий зенітно-артилерійський дивізіон.

## Друге формування

### Історія
Корпус був створений в березні 1941 року в КОВО. Управління знаходилося в м.Вінниця.
9 червня 1941 року Військова рада округу ухвалила рішення у військах другого ешелону мати при собі запас патронів при кожному ручного та станкового кулеметів, гранати, що зберігаються на складах, розподілити по підрозділам, половину боєкомплекту снарядів та мін мати у спорядженому стані, створити запас палива не менше двох заправок.
22 червня 1941 року корпус увійшов до складу Південно-Західного фронту.
2 липня по всім дорогам на схід рухалися війська Південно-Західного фронту: колони, що складалися із танків, бронеавтомобілів, вантажівок, возів, запряжених кіньми, командирів та червоноармійців.
Противник у 15.00 оволодів м.Збараж та м.Тернопіль. Німці могли рухатися через м.Волочиськ на м. Проскурів, де знаходився командний пункт Південно-Західного фронту на чолі командуючого військами фронту генерал-полковника Кирпоноса М. П..
На шляху противника командуючий фронтом генерал-полковник Кирпонос направляє 24-й механізований корпус з району Лановець на південь для займання Проскурівського укріпленого району на рубіж Авратин, Волочиськ, Канівка, підпорядкувавши його командуючому військами 6-ї армії. Корпус отримав завдання займаючи міцну оборону забезпечити відхід військ 6-ї та 26-ї армій.
Одночасно за наказом командуючого військами фронту 49-й стрілецький корпус генерал-майору Корнілова І. А. був піднятий за тривогою та вирушив на рубіж Ямпіль, Теофіполь, Ульянівка (район Лановець) для зайняття оборони. Корпус мав стати сусідом справа 24-го мк.
3 липня у 2.00 противник посилив натиск на рівненському та тернопільському напрямках.
Війська Південно-Західного фронту відійшли на рубіж р. Случ, Славута, Ямпіль, Гржималов, Чортків, Городенка, Снятин та повинні були стояти на цьому рубежу до темноти. 9 липня 6-а армія повинна була не допустити прориву противника до м.Житомир та стійко обороняти Новоград-Волинський укріпрайон. 49-й стрілецький корпус (190-а, 197-а стрілецькі дивізії), що входив до складу резерву армії, висунувся на рубіж Ямпіль, Теофіполь, Ульянівка (район Лановець).
З 5 липня 199-а стрілецька дивізія 49-го ск займала оборону у південному секторі Новоград-Волинського укріпрайону на ділянку Броники — Новий Миропіль — Коростки.
6 липня 1-а німецька танкова група наступала на вузькій ділянці. Війська 19-го механізованого корпусу генерала Фекленко та 7-го стрілецького корпусу генерала Добросєрдова не втримали напору німецьких військ. На ділянці м. Новоград-Волинський, Новий Миропіль радянський фронт був прорваний.
Війська 199-ї сд 49-го ск поблизу населеного пункту Новий Миропіль (населений пункт південніше Полонне, поблизу залізничної дороги Шепетівка — Полонне — Бердичів) були розгромлені німцями. Через відсутність керівництва боєм командування 199-ї сд 49-го ск та передчасного залишення споруд УРа, під час прориву противником укріпленого району в Новому Мирополі 617-й стрілецький полк дивізії в паніці відступив із займаних позицій. Після цього прориву командування дивізії втратило управління двома полками. Дивізія понесла великі втрати у особовому складі та матеріальній частині.
7 липня противник зайняв м. Бердичів.
8 липня командуючий військами фронту після ранішньої поїздки в район м. Бердичів наказав командуючому військами 6-ї армії швидко зосередити в околиці м.Любар 49-йск для нанесення контрудару на північ та закриття утвореного прориву.
9 липня командир 199-ї сд 49-го ск полковник Алєксєєв А. Н., маючи письмовий наказ Військової Ради фронту — утримувати зайняті позиції в тому числі у Новому Мирополі, на основі начебто усного наказу командира 7-го ск, наказав 492-у сп, що мав усі можливості утримувати оборону рубежу, відступити. Інші полки цей наказ не отримали та потрапили у тяжке положення. Командир дивізії Алєксєєв разом з комісаром Коржевим та іншими командирами, залишивши війська дивізії, втекли з поля бою.
Прориви у районі Нового Мирополя 6 липня та Гульська 9 липня, незважаючи на тяжке положення на всіх ділянках фронту, несли велику загрозу, адже ще більше погіршували становище 6-ї, 26-ї та 12-ї армій, які могли потрапити в оточення.
Протягом дня війська 5-ї армії атакували противника у районі м. Новоград-Волинський та перерізали шосе Новоград-Волинський — Житомир, відрізавши війська противника поблизу м. Житомир, а війська 6-ї армії (зведені підрозділи 4-го мк та танкової групи під командуванням генерала Огурцова) — поблизу м. Бердичів. Передовий загін противника дійшов до м. Житомир. Зведеним підрозділом 4-го мехкорпусу вдалося просунутися на південну околицю м.Чуднів та перерізати шосе Новий Миропіль — Бердичів. Стрілецькі та механізовані корпуси 5-ї армії з півночі та 49-й ск з півдня готувалися нанести контрудар по клину противника, що був націлений на м. Житомир, та спішно висувалися на рубежі для наступу.
Противник зміг організувати наступ значних сил противника на Ямпіль і зведені підрозділи 4-го мехкорпусу опинилися під загрозою оточення. Тому вони були вимушені залишити зайнятий напередодні Чуднів та відійти від шосе Новий Мирополь — Бердичів. Командарм 6-ї армії генерал Музиченко віддав наказ 49-у стрілецькому корпусу нанести контрудар (сильно ослабленому).
49-й корпус своїм контрударом мав допомогти вийти з оточення і 7-му ск.
У перші дні серпня корпус потрапив в оточення в районі Умань — Новоархангельськ (Уманський котел).
5 серпня 1941 року управління корпусу було розгромлене, а 1 вересня року — розформоване.

## Склад
На березень 1941 року
- Управління в м. Кам'янець-Подільський.
- 190-а сд. Командир полковник Звєрєв Г. О.[10].
- 197-а сд.
- 199-а сд. Командир полковник Алєксєєв О. М.[10].

На 22 червня 1941 року
- Управління корпусу в м. Вінниця[17][1].
- Корпусні частини

- 507-й корпусний артилерійський полк.
- 308-й окремий саперний батальйон.
- 275-й окремий батальйон зв'язку.

- 190-а стрілецька дивізія[17][1].
- 197-а стрілецька дивізія[17][1].
- 199-а стрілецька дивізія[17][1].

## Командування
- Генерал-майор Корнілов І. О. (14 березня 1941 — кінець липня 1941)[10][19].
- Генерал-майор Огурцов С. Я. (1941)[10].